# Джабалпур
Джабалпур (англ. Jabalpur; гінді जबलपुर) — місто в центрі штату Мадх'я-Прадеш, у центральній Індії.

## Географія
Розташоване на північ від річки Нармада, у скелястій долині, оточеній низькими горами, які вкриті невеличкими озерами і капищами. На одній з гір стоїть Мадан Магал, старий замок племені Гондів, збудований бл. 1100 царем Маданом Сінґхом.

### Клімат
Місто знаходиться у зоні, котра характеризується середземноморським кліматом. Найтепліший місяць — травень із середньою температурою 33.7 °C (92.7 °F). Найхолодніший місяць — грудень, із середньою температурою 17.6 °С (63.7 °F).
| Клімат Джабалпура       | Клімат Джабалпура | Клімат Джабалпура | Клімат Джабалпура | Клімат Джабалпура | Клімат Джабалпура | Клімат Джабалпура | Клімат Джабалпура | Клімат Джабалпура | Клімат Джабалпура | Клімат Джабалпура | Клімат Джабалпура | Клімат Джабалпура | Клімат Джабалпура |
| Показник                | Січ.              | Лют.              | Бер.              | Квіт.             | Трав.             | Черв.             | Лип.              | Серп.             | Вер.              | Жовт.             | Лист.             | Груд.             | Рік               |
| Абсолютний максимум, °C | 32                | 35                | 40                | 42                | 45                | 43                | 38                | 38                | 37                | 38                | 33                | 32                | 45                |
| Середній максимум, °C   | 25,5              | 28,2              | 33,6              | 38,4              | 41,3              | 37,5              | 30,7              | 29,5              | 30,9              | 31,6              | 28,7              | 25,9              | 31,8              |
| Середня температура, °C | 17,7              | 20,1              | 24,9              | 29,9              | 33,7              | 32                | 27,4              | 26,6              | 27                | 25,2              | 20,7              | 17,6              | 25,2              |
| Середній мінімум, °C    | 9,8               | 11,9              | 16,1              | 21,4              | 26                | 26,4              | 24,1              | 23,6              | 23,1              | 18,8              | 12,7              | 9,3               | 18,6              |
| Абсолютний мінімум, °C  | 2                 | 2                 | 7                 | 15                | 17                | 17                | 21                | 21                | 18                | 10                | 7                 | 5                 | 2                 |
| Норма опадів, мм        | 22.2              | 23.4              | 15.5              | 7.7               | 12.9              | 167.3             | 421.9             | 422.9             | 200.1             | 39.9              | 15                | 9.9               | 1358.7            |
| Днів з дощем            | 3                 | 3                 | 3                 | 2                 | 3                 | 11                | 20                | 21                | 12                | 4                 | 2                 | 2                 | 86                |
| ----------------------- | ----------------- | ----------------- | ----------------- | ----------------- | ----------------- | ----------------- | ----------------- | ----------------- | ----------------- | ----------------- | ----------------- | ----------------- | ----------------- |
| Джерело: Weatherbase    |                   |                   |                   |                   |                   |                   |                   |                   |                   |                   |                   |                   |                   |

## Історія
Ґарга, неподалік на захід від Джабалпуру, була головним містом чотирьох незалежних гондійських царств що утворилися у 14 столітті. У 1781 році Джабалпур був обраний як адміністративний центр Маратхи, і пізніше став центром британського дільничого управління територій Сауґор (тепер Саґар) та Нармада. У 1864 було створено муніципалітет (міське самоуправління).

## Економіка
Одне з найбільших міст у штаті, Джабалпур — важливий транспортний та залізничний вузол. В місті містяться військові відділи, що включають центральний гарматний завод, склад та завод зброї та військового оснащення. Головні промисловості міста — харчова, деревообробна та інше виробництво.

## Культура
В місті знаходиться Вищий Суд Штату і декілька громадських і приватних освітніх вузів, зокрема Сільськогосподарський Університет Джавахарлала Неру (1964). Джабалпур був центром літературної, культурної, громадської, та політичної діяльності і дав Індії багато письменників, видавців та друкарів що писали на англійській, гінді та урду.

## Населення
Населення: 1 мільйон 100 тис. (2005 р.), дещо більше в агломерації.

## Джерело
- Jabalpur [Архівовано 9 січня 2009 у Wayback Machine.] Енциклопедія Британніка

| Індія | Це незавершена стаття з географії Індії. Ви можете допомогти проєкту, виправивши або дописавши її. |